# FIBA European Champions Cup 1984-1985
La Coppa dei Campioni 1984-1985 di pallacanestro maschile venne vinta dal Cibona Zagabria.
Hanno preso parte alla competizione 25 squadre. Le squadre giocarono due turni iniziali ad eliminazione diretta con gare di andate e ritorno (e somma dei punti), prevendo una fase a gruppi valevole per la qualificazioni alla finale, cui accedevano le prime due classificate. La finale è stata organizzata al Pireo.

## Risultati

### Turno preliminare
Le gare del primo turno preliminare sono state giocate il 21 e il 22 settembre 1984.
| Team #1              | Agg.     | Team #2          | Andata | Ritorno |
| -------------------- | -------- | ---------------- | ------ | ------- |
| Achilléas Kaïmaklíou | 99 - 286 | Maccabi Tel-Aviv | 43-143 | 56-143  |

### Ottavi di finale
Le gare di ottavi di finale sono state giocate il 4 e l'11 ottobre 1984.
| Team #1                  | Agg.      | Team #2               | Andata  | Ritorno |
| ------------------------ | --------- | --------------------- | ------- | ------- |
| Efes Pilsen              | 157 - 132 | Rudá hvězda Pardubice | 80-62   | 77-72   |
| SISU                     | 147 - 287 | Virtus Roma           | 87-146  | 60-141  |
| Partizani Tirana         | 164 - 181 | Vevey Riviera Basket  | 87-79   | 77-102  |
| Klosterneuburg           | 132 - 195 | Real Madrid           | 63-103  | 69-92   |
| Lech Poznań              | 173 - 179 | Panathinaikos Atene   | 86-83   | 87-96   |
| Honvéd                   | 170 - 190 | Virtus Bologna        | 93-94   | 77-96   |
| Helsingin NMKY           | 170 - 167 | EBBC Den Bosch        | 87-81   | 83-86   |
| CSKA Sofia               | 170 - 180 | Cibona Zagabria       | 97-91   | 73-89   |
| Ostenda                  | 165 - 159 | Murray Edinburgh      | 76-80   | 89-79   |
| Steaua Bucarest          | 191 - 245 | Maccabi Tel-Aviv      | 103-114 | 88-131  |
| T71 Dudelange            | 114 - 320 | CSKA Mosca            | 60-161  | 54-159  |
| Solent Stars Southampton | 198 - 225 | Limoges CSP           | 101-114 | 97-111  |

### Quarti di finale
Le gare dei quarti di finale sono state giocate il 1º e l'8 novembre 1984.
| Team #1              | Agg.      | Team #2          | Andata | Ritorno |
| -------------------- | --------- | ---------------- | ------ | ------- |
| Efes Pilsen          | 130 - 163 | Virtus Roma      | 75-73  | 55-90   |
| Vevey Riviera Basket | 153 - 163 | Real Madrid      | 74-84  | 79-79   |
| Panathinaikos Atene  | 155 - 183 | Virtus Bologna   | 88-85  | 67-98   |
| Helsingin NMKY       | 178 - 190 | Cibona Zagabria  | 83-88  | 95-102  |
| Ostenda              | 165 - 212 | Maccabi Tel-Aviv | 90-80  | 75-132  |
| CSKA Mosca           | 182 - 162 | Limoges CSP      | 101-93 | 81-69   |

### Semifinali
|    | Squadra          | G  | V | P | PF  | PS  | Dif | P.ti |
| -- | ---------------- | -- | - | - | --- | --- | --- | ---- |
| 1. | Cibona Zagabria  | 10 | 7 | 3 | 881 | 826 | +55 | 17   |
| 2. | Real Madrid      | 10 | 7 | 3 | 933 | 874 | +59 | 17   |
| 3. | Maccabi Tel-Aviv | 10 | 6 | 4 | 861 | 878 | -17 | 16   |
| 4. | CSKA Mosca       | 10 | 4 | 6 | 823 | 819 | +4  | 14   |
| 5. | Virtus Roma      | 10 | 4 | 6 | 840 | 882 | -42 | 14   |
| 6. | Virtus Bologna   | 10 | 2 | 8 | 840 | 899 | -59 | 12   |

|  | Qualificate alle semifinali |
|  | Eliminata                   |

### Finale
| Team #1         | Agg.    | Team #2     |
| --------------- | ------- | ----------- |
| Cibona Zagabria | 87 - 78 | Real Madrid |

| Coppa dei Campioni 1984-1985 |
| ---------------------------- |
| Cibona Zagabria 1º titolo    |

## Formazione vincitrice
| N° | Naz.                  | Ruolo | Sportivo         |  | Alt. |  |
| -- | --------------------- | ----- | ---------------- |  | ---- |  |
| 4  | Jugoslavia (bandiera) | AG    | Mihovil Nakić    |  |      |  |
| 5  | Jugoslavia (bandiera) | P     | Aza Petrović     |  |      |  |
| 6  | Jugoslavia (bandiera) | P     | Adnan Bečić      |  |      |  |
| 7  | Jugoslavia (bandiera) | A     | Zoran Čutura     |  |      |  |
| 8  | Jugoslavia (bandiera) | C     | Igor Lukaćić     |  |      |  |
| 10 | Jugoslavia (bandiera) | G     | Dražen Petrović  |  |      |  |
| 11 | Jugoslavia (bandiera) | C     | Andro Knego      |  |      |  |
| 12 | Jugoslavia (bandiera) | C     | Branko Vukičević |  |      |  |
| 13 | Jugoslavia (bandiera) | A     | Sven Ušić        |  |      |  |
| 14 | Jugoslavia (bandiera) | AP    | Ivo Nakić        |  |      |  |
| 15 | Jugoslavia (bandiera) | C     | Franjo Arapović  |  |      |  |
|    | Jugoslavia (bandiera) | G     | Dražen Anzulović |  |      |  |
|    | Jugoslavia (bandiera) | C     | Ivan Šoštarec    |  |      |  |
|    | Jugoslavia (bandiera) | C     | Nebojša Razić    |  |      |  |
|    | Jugoslavia (bandiera) | All.  | Mirko Novosel    |  |      |  |